# Istigobius
Het geslacht Istigobius behoort tot de onderfamilie Gobiinae in de familie grondels (Gobiidae) in de orde van de Baarsachtigen (Perciformes).
De soorten die tot dit geslacht worden gerekend volgens FishBase zijn:
- Istigobius campbelli Jordan & Snyder, 1901
- Istigobius decoratus Herre, 1927
- Istigobius diadema Steindachner, 1876
- Istigobius goldmanni Bleeker, 1852
- Istigobius hoesei Murdy & McEachran, 1982
- Istigobius hoshinonis Tanaka, 1917
- Istigobius nigroocellatus Günther, 1873
- Istigobius ornatus Rüppell, 1830
- Istigobius perspicillatus Herre, 1945
- Istigobius rigilius Herre, 1953
- Istigobius spence Smith, 1947